# Sibos
 (mai 2020).
Sibos (SWIFT International Banking Operations Seminar) est un séminaire-conférence annuel des services bancaires et financiers organisé par la Society for Worldwide Interbank Financial Telecommunication (SWIFT) dans différentes villes à travers le monde. Il s'est tenu à Amsterdam, Sydney, Copenhague, Boston, Berlin, Helsinki et dans d'autres villes.

## Historique
Le premier Sibos a eu lieu en 1978 à Bruxelles. En 1990, il s'est tenue à Berlin peu après la chute du Mur de Berlin.
Cette conférence réunit plus de 10 000 participants du monde entier représentant l'industrie bancaire et financière.
La plus grande participation a été en 2019 à Londres, avec plus de 11 500 délégués et 300 exposants.
Le Sibos a été annulé à deux reprises dans son histoire, en 2001 et en 2020.

## But
Les personnes qui travaillent dans le monde bancaire et financier à travers le monde participent en tant qu'exposants et/ou participants. Ils assistent à des conférences  et échangent sur les questions relatives aux problématiques bancaires et financières. 
| Année | Ville                       | Dates                      | Notes" |
| 1978  | Bruxelles, Belgique         |                            | SWIFT organise le premier “SIBOS”, cinq ans après sa fondation, avec 300 participants afin de garder le contact avec sa base d'utilisateurs. |
| 1979  | Amsterdam, Pays-Bas         |                            | |
| 1980  | Copenhague, Danemark        |                            | |
| 1981  | Düsseldorf, Allemagne       |                            | |
| 1982  | Washington D.C., États-Unis |                            | Premier Sibos organisé hors d'Europe |
| 1983  | Montreux, Suisse            |                            | |
| 1984  | Barcelone, Espagne          |                            | |
| 1985  | Brighton, Royaume Uni       |                            | |
| 1986  | Nice, France                |                            | |
| 1987  | Montréal, Canada            |                            | |
| 1988  | Vienne, Autriche            |                            | |
| 1989  | Stockholm, Suède            |                            | |
| 1990  | Berlin, Allemagne           |                            | |
| 1991  | Hong Kong, Hong Kong        |                            | |
| 1992  | Bruxelles, Belgique         |                            | |
| 1993  | Genève, Suisse              |                            | |
| 1994  | Boston, États-Unis          |                            | |
| 1995  | Copenhague, Danemark        |                            | |
| 1996  | Florence, Italie            |                            | |
| 1997  | Sydney, Australie           |                            | |
| 1998  | Helsinki, Finlande          |                            | |
| 1999  | Munich, Allemagne           |                            | |
| 2000  | San Francisco, États-Unis   |                            | |
| 2001  | Singapour, Singapour        | Annulé                     | Annulé à cause des attentats du 11 septembre 2001 |
| 2002  | Genève, Suisse              |                            | |
| 2003  | Singapour, Singapour        |                            | |
| 2004  | Atlanta, États-Unis         |                            | |
| 2005  | Copenhague, Danemark        |                            | |
| 2006  | Sydney, Australie           |                            | |
| 2007  | Boston, États-Unis          |                            | |
| 2008  | Vienne, Autriche            | 15 au 19 septembre         | |
| 2009  | Hong Kong, Hong Kong        | 14 au 18 septembre         | |
| 2010  | Amsterdam, Pays-Bas         | 25 au 29 octobre           | |
| 2011  | Toronto, Canada             | 19 au 23 septembreer       | |
| 2012  | Osaka, Japon                | 29 octobre au 1er novembre | |
| 2013  | Dubaï, Émirats arabes unis  | 16 au 19 septembre         | Célébration des 35 ans du Sibos |
| 2014  | Boston, États-Unis          | 29 septembre au 2 octobre  | L'art s'invite pour la première fois au Sibos sous le nom de "Art at Sibos" |
| 2015  | Singapour, Singapour        | 12 au 15 octobre           | Le plus grand Sibos en Asie, avec plus de 8 000 délégués et 250 conférences |
| 2016  | Genève, Suisse              | 26 au 29 septembre         | 8 300 délégués de 158 pays |
| 2017  | Toronto, Canada             | 16 au 19 octobre           | Le plus grand Sibos aux Amériques, avec plus de 8 000 délégués |
| 2018  | Sydney, Australie           | 22 au 25 octobre           | 7 500 participants pour les quarante ans du Sibos (39ème édition, celle de 2001 ayant été annulée) |
| 2019  | Londres, RU                 | 23 au 26 septembre         | Ce 40ème Sibos a été le plus grand jamais organisé, avec un record de 11 500 délégués et plus de 300 exposants. Il y eut plus de 170 000 prises de contact et échanges de coordonnées entre délégués au cours de la semaine via des badges électroniques. |
| 2020  | Boston, États-Unis          | Annulé                     | Annulé à cause de la pandémie de Covid-19 |
| 2021  | Singapour, Singapour        | 11 au 14 octobre           | |